# Galinha Pintadinha e Sua Turma
Galinha Pintadinha e sua turma é o álbum de estreia do projeto infantil Galinha Pintadinha, lançado em 2009 com produção por Bromélia Filminhos.

## Passagens e Canções
1. "Introdução"
2. "Galinha Pintadinha"
3. "A Baratinha"
4. "10 Indiozinhos"
5. Passagem "Tirando Foto"
6. "Marcha Soldado"
7. "Mariana"
8. "O Sapo Não Lava o Pé"
9. Passagem "Pó Pó Muu"
10. "Pintinho Amarelinho"
11. "Tororó"
12. "ABC"
13. Passagem "Brincando com os Sons de Animais"
14. "Coelhinho"
15. "Fli Flai"
16. "Escravos de Jó"
17. "Quem Está Feliz"
18. Passagem "Apresentação Final"

## História
Em 28 de dezembro de 2006, os publicitários Juliano Prado e Marcos Luporini decidiram adicionar uma animação infantil no site YouTube para apresentação a alguns produtores de um canal infantil de São Paulo, pois não teriam como comparecer a reunião.
Os executivos não aprovaram o vídeo, e a ideia inicial não vingou. Porém seis meses depois, a dupla, que não havia removido o vídeo do site, percebeu que o número de visualizações estava bastante expressivo, cerca de 500.000 visualizações.
Percebendo a possibilidade de sucesso, o projeto seguiu adiante em 2009 com a criação do DVD "Galinha pintadinha e sua turma", que contava com animações em 2D com personagens infantis e músicas de domínio público, que incluiam cantigas de várias gerações.
Hoje em dia, o clipe que deu início a tudo já foi visto mais de 60.000.000 de vezes.

## Músicas[4]
| Faixa | Canções             |
| ----- | ------------------- |
| 1     | Galinha Pintadinha  |
| 2     | A Barata            |
| 3     | 10 Indiozinhos      |
| 4     | Marcha Soldado      |
| 5     | Mariana             |
| 6     | O Sapo              |
| 7     | Pintinho Amarelinho |
| 8     | Tororó              |
| 9     | ABC                 |
| 10    | Coelhinho           |
| 11    | Fli Flai            |
| 12    | Escravos de Jó      |
| 13    | Quem Está Feliz     |